# Distrito de Ádler

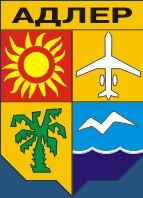
Escudo de armas de Ádler.

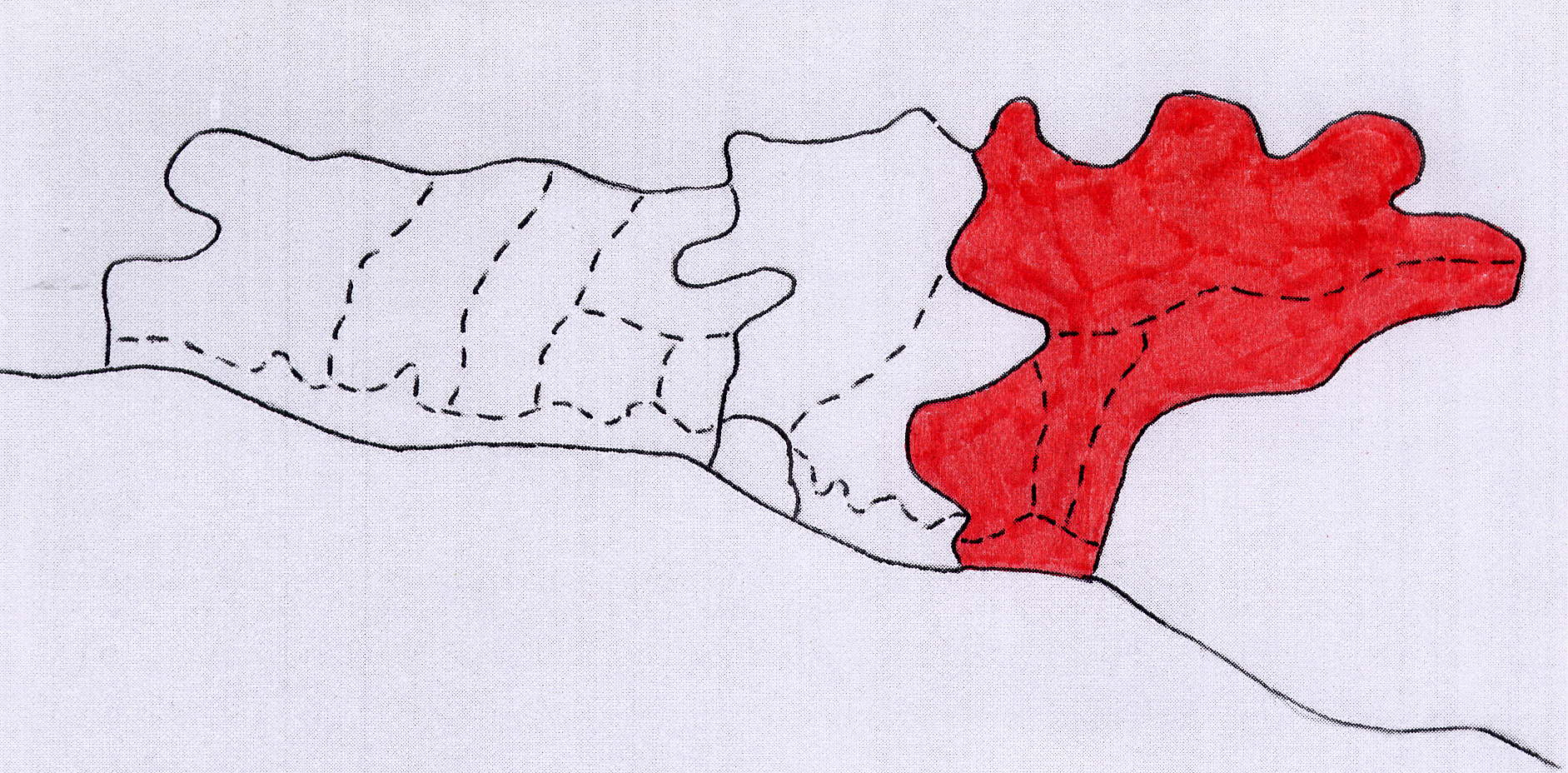
Situación del distrito de Ádler en la unidad municipal de la ciudad-balneario de Sochi.

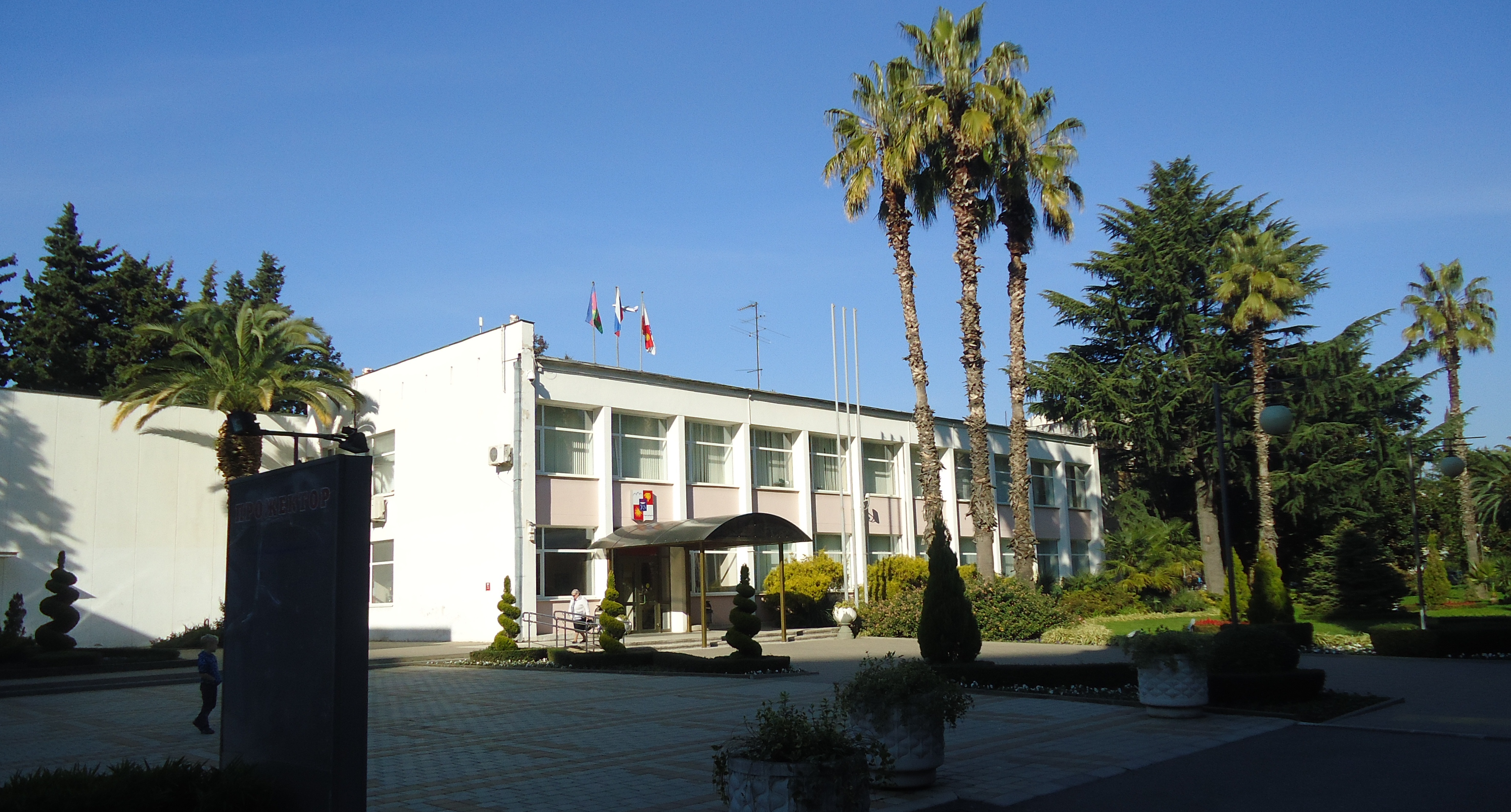
Edificio de la administración del distrito de Ádler.

El distrito de Ádler (en ruso: А́длерский райо́н, Ádlerski raión) es uno de los cuatro distritos en los que se divide la unidad municipal de la ciudad-balneario de Sochi del krai de Krasnodar, en Rusia. Tenía una superficie de 1 352 km² y 118 026 habitantes en 2010. Su centro administrativo es Ádler, microdistrito de Sochi situado en la desembocadura del río Mzymta.
El distrito está situado entre la costa del mar Negro, al sur; la Cordillera Principal del Cáucaso (es fronterizo con la Reserva Nacional Natural de la Biosfera del Cáucaso), que le separa de la República de Adiguesia y el raión de Mostovskói, al norte; el río Kudepsta, que le separa del distrito de Josta, al oeste; y el río Psou, que le separa de Abjasia, al este. Incluye zonas rurales y microdistritos urbanos de Sochi.
En el distrito se halla el complejo de esquí de Krásnaya Poliana, que albergó las competiciones de esquí alpino y nórdico de los Juegos Olímpicos de invierno de 2014. El Estadio Olímpico de Sochi Fisht se construye en la bahía de Imericia junto a la costa del mar Negro entre Ádler y Nizhneimerétinskaya Bujta, en las tierras bajas de Imericia.

## Historia
El 16 de octubre de 1934, con la separación como unidad administrativa de la ciudad de Sochi, el centro del raión de Sochi fue trasladado a Ádler y el raión rebautizado como raión de Ádler dentro del krai de Azov-Mar Negro de la RFSS de Rusia de la Unión Soviética. Desde el 13 de septiembre de 1937 pertenece al krai de Krasnodar.
El 10 de febrero de 1961 fue abolido como parte del krai de Krasnodar y su territorio se integró en el nuevo distrito de Ádler de la ciudad de Sochi.

## Demografía
La población total del raión era de 118 026 habitantes en 2010, 76 534 urbanos, 4 598 en Krásnaya Poliana y 36 894 rurales.
| Año  | Población (urbana), hab. | Notas                                                                        |
| ---- | ------------------------ | ---------------------------------------------------------------------------- |
| 1959 | 55 273                   | Como parte del krai de Krasnodar (urbana — 24 101 hab., rural — 31 172 hab.) |
| 1970 | 34 121                   |                                                                              |
| 1979 | 52 924                   |                                                                              |
| 1989 | 68 827                   |                                                                              |
| 2002 | 69 120                   |                                                                              |
| 2010 | 76 534                   |                                                                              |

### Composición étnica
De los 69 120 habitantes con que contaba en 2002, 45 148 (65,3%) eran de etnia rusa, 15.682 (22,7%) eran de etnia armenia, 2 520 (3,6%) eran de etnia ucraniana, 1 570 (2,3%) eran de etnia georgiana, 1 017 (1,5%) era de etnia griega, 446 (0,6%) eran de etnia bielorrusa, 367 (0,5%) eran de etnia tártara, 222 (0,3%) eran de etnia azerí, 196 (0,3%) eran de etnia abjasa, 160 (0,2%) eran de etnia alemana, 95 (0,1%) eran de etnia adigué, 69 (0,1%) eran de etnia gitana y 7 (0,1%) eran de etnia turca.

## División administrativa
En el distrito están incluidos algunos microdistritos urbanos de la ciudad de Sochi que están situados a lo largo de la costa al sur de la parte histórica de la ciudad: Ádler, Blínovo, Golubye Dali, Kurortni Gorodok, Nizhneimerétinskaya Bujta y Cheriómushki.
Asimismo pertenecen al distrito tres ókrugs rurales y uno de posiólok:
- Ókrug de posiólok Krasnopolianski: Krásnaya Poliana, Kepsha, Estosadok, Medoveyevka y Chvizhepse.
- Ókrug rural Nizhneshilovski: Nízhniaya Shílovka, Aíbga, Ajshtyr, Verjnevesióloye, Vesióloye, Yermólovka y Chereshnia.
- Ókrug rural Kudepstinski: Bestúzhevskoye, Vardané-Vérino, Verjnenikoláyevskoye, Vorontsovka, Dubravni, Ilariónovka, Kalínovoye Ózero, Kashtany, Krásnaya Volia y Jleborob.
- Ókrug rural Moldovski: Vysókoye, Galítsyno, Kazachi Brod, Lesnoye, Lípniki, Moldovka, Monastyr y Oriol-Izumrud.

## Economía y transporte
El distrito cuenta con una extensa red de alojamiento turístico en sanatorios, hoteles, pensiones y casas de huéspedes.
En el distrito se hallan la estación de Ádler, terminal meridional del ferrocarril del Cáucaso Norte, el depósito de trenes de Ádler, el Puerto de Sochi Imerétinski y el aeropuerto internacional de Sochi.

## Sanidad
En el distrito se halla un Centro de Reproducción y Genética Humana y los Hospitales Urbanos n.º 6, 7 y 8.

## Educación
Las instituciones educativas más importantes del distrito son la Academia de Humanidades del Mar Negro y las filiales de Sochi de la Universidad Rusa de la Amistad de los Pueblos y de la Universidad Estatal Rusa de Turismo y Servicios.

## Ciudades hermanadas
- Sozopol, Bulgaria.